# Sonia Budassi
Sonia Budassi (Bahía Blanca, provincia de Buenos Aires, 1978) es periodista, escritora, docente y editora argentina.

## Biografía
Sonia Budassi nació en Bahía Blanca y ahora reside en la ciudad de Buenos Aires. Fue editora del sello editorial Tamarisco. Es docente en la Universidad Nacional de La Plata en el taller de "Crítica Cultural" en el posgrado Especialización en Periodismo Cultural y también en la carrera de Ciencias de la Comunicación de la Universidad Austral. Como periodista colaboró en suplementos y revistas culturales como Brando, Bazar Americano, Crisis, Ñ y Radar. Obtuvo la beca de “Emergencias en periodismo cultural” del Centro Cultural de España y la Beca Nacional de Letras del Fondo Nacional de las Artes. Se desempeñó como editora en la revista digital Anfibia. Es autora de varios libros de ficción y no ficción.

## Libros de no-ficción
- Mujeres de Dios - Cómo viven hoy las monjas y religiosas en la Argentina (1ª edición). Sudamericana. 2008. ISBN 978-950-07-2966-6.
- Apache - En busca de Carlos Tevez (1ª edición). Tamarisco. 2010. ISBN 978-987-22905-7-3.
- La frontera imposible - Israel Palestina (1ª edición). Marea. 2014. ISBN 978-987-3783-02-9.

## Libros de ficción
- Los domingos son para dormir (1ª edición). Entropía. 2008. ISBN 978-987-23508-7-1.
- Periodismo (1ª edición). 17grises. 2010. ISBN 978-987-1724-00-0.
- Acto de fe (1ª edición). Universidad Nacional de General Sarmiento. 2017. ISBN 978-987-630-273-9. Relato de Los domingos son para dormir publicado en edición independiente de la obra original.

## Relatos en antologías
- 2007 : "Capacidad de adaptación" en Buenos Aires Escala 1:1,[14] Editorial Entropía
- 2008 : Cuento en la Antología Uno a Uno, Editorial Mondadori
- 2009 : Cuento en la Antología Un Grito de Corazón, Editorial Mondadori
- 2009 : Cuento en la Antología Autogol, Editorial Funesiana
- 2011 : Cuento en la Antología Solo cuento, UNAM
- 2013 : Cuento en la Antología Permiso para morir, Intramed
- 2016 : Cuento en la Antología Amores argentinos - Historietas sobre cuentos y novelas de amor, Ministerio de Cultura de la Nación
- 2018 : Relato en la Antología Los atrevidos - Crónicas íntimas de la Argentina, Editorial Marea
- 2018: Relato en la Antología “Poliamor”, Revista Anfibia.[15]